# رياض المفلح
رياض سعيد مفلح المصطفى العرارية الفواعير، رجل دولة وبرلماني أردني من السلط. ولد في السلط 1907، حصل على درجة ليسانس حقوق من دمشق 1930. توفي عام 2000م.

## المهام الوظيفية
التحق بسلك القضاء:
- كاتب في محكمة الطفيلة (1930- 1932).
- رئيس لكتاب محكمة اربد 1932.
- مدعي عام الكرك (1932 - 1935).
- قاضي صلح الكرك (1935 - 1938)
- قاضي صلح مادبا (1938 - 1939).
- قاضي صلح عمان (1939 - 1940).
- رئيس محكمة بداية عمان (1940 - 1941).
- رئيس محكمة بداية إربد، نائب عام وعضو محكمة الاسئناف (1942 - 1945).
- مساعد مدير دائرة الأراضي والمساحة (1945 -1947).
- مدير في وزارة الداخلية.
- وكيل وزارة المالية والاقتصاد (1947 - 1948).
- مستشار قانوني للوفد الأردني المفاوض في مباحثات رودس 1949.
- وكيل وزارة البريد 1948.
- وكيل وزارة الداخلية (1948 - 1949).
- وزير الداخلية (24 /10/1954 - 28 /5/1955).
- وزير دولة للشؤون الخارجية والرئاسة.
- وزير التربية والتعليم (28 /1/1959 - 5/5/1959).
- انتخب عضوا في مجلس النواب في الدورات: 17/10/1954 - 26/6/1956، 10/7/1958 - 20/10/1961، 22/10/1961 ـ1/10/1962، 16 /1/1984 - 30/7/1988.

عضو مجلس الأعيان:
- السابع (1/11/1963 - 16/4/1967)،
- الحادي عشر (1/12/1974 - 20/1/1979)،
- الثاني عشر (20/1/1979 - 20/1/1983)،
- الثالث عشر (20/1/1983 - 8/1/1984).

- مثل الحكومة الأردنية في لجنة المتابعة المشتركة 1970.
- رأس مجلس إدارة شركة الحديد والصلب الأردنية المساهمة.
- رأس مجلس إدارة مصانع الاسمنت المساهمة.
- حمل العديد من الأوسمة الرفيعة أبرزها وسام الكوكب الأردني من الدرجة الأولى.
- عضو مجلس أمناء الجامعة الأردنية الثاني (25/10/1972 - 4/9/1976).

## العمل الخيري
- أسس «مؤسسة رياض المفلح وأولاده للثقافة والتعليم» عام 1993م، والتي تهدف إلى تقديم الدعم المالي للطلبة الفقراء المتفوقين.

- أنشأ «مسجد رياض المفلح»، في حي السلالم في مدينة السلط.
- ساهم في بناء مسجد الحسين في جامعة مؤتة.